# کوه تایپینگ
کوه تایپینگ (به لاتین: Taiping Mountain) یک کوه در تایوان است که در Datong, Yilan واقع شده‌است. کوه تایپینگ ۱٬۹۵۰ متر بالاتر از سطح دریا واقع شده‌است.